# Округ Магофин (Кентаки)
Магофин (енгл. Magoffin County) је округ у америчкој савезној држави Кентаки.

## Демографија
По попису из 2010. године број становника је 13.333, што је 1 (0,0%) становника више него 2000. године.
| Група             | 2000.          | 2010.          |
| Белци             | 13.191 (98,9%) | 13.106 (98,3%) |
| Афроамериканци    | 20 (0,2%)      | 18 (0,1%)      |
| Азијати           | 10 (0,1%)      | 8 (0,1%)       |
| Хиспаноамериканци | 56 (0,4%)      | 95 (0,7%)      |
| Укупно            | 13.332         | 13.333         |